# Triangulum Minus
Triangulum Minus (z łac. „Mały Trójkąt”) – historyczny gwiazdozbiór leżący pomiędzy obecnymi konstelacjami Trójkąta i Barana. Gwiazdozbiór został stworzony przez Jana Heweliusza w roku 1687 z gwiazd położonych na południe od gwiazdozbioru Trójkąta (przemianowanego na Wielki Trójkąt, Triangulum Majus): 6, 10 i 12 Trianguli, skatalogowanych przez tego astronoma. Wcześniej twórcy atlasów nieba zwykle pomijali te słabe gwiazdy bądź zaliczali je do sąsiednich konstelacji. John Flamsteed i Johann Elert Bode umieścili oba Trójkąty na swoich mapach nieba, dzięki czemu pomysł Heweliusza przetrwał do XIX wieku, zanim wyszedł z użycia.